# James Roday

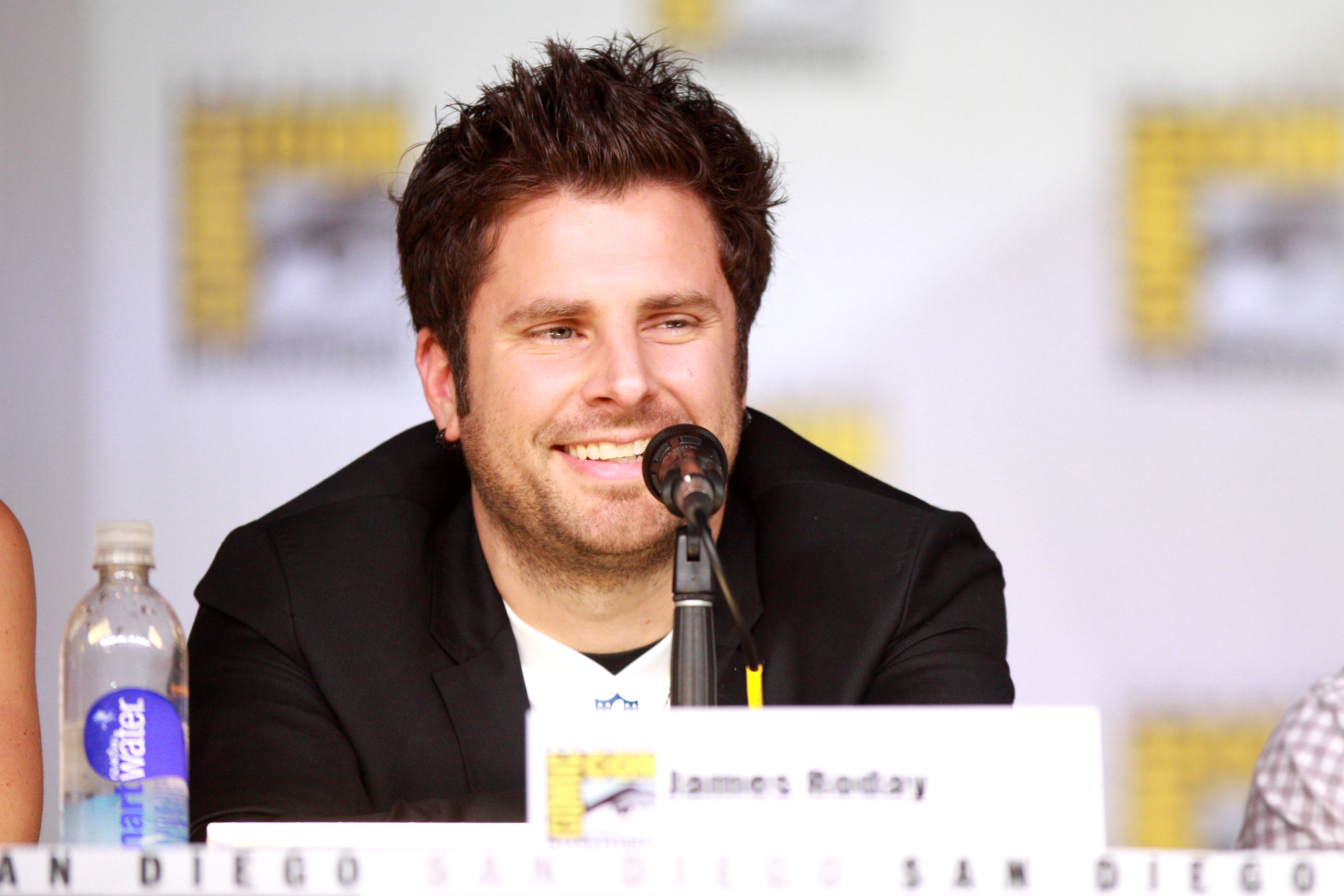
James Roday Rodriguez, 2013

James Roday Rodriguez (* 4. April 1976 in San Antonio, Texas als James David Rodriguez) ist ein US-amerikanischer Schauspieler, Drehbuchautor und Regisseur. Er wurde als Shawn Spencer in der Fernsehserie Psych bekannt.

## Leben
Er wurde 1976 als James David Rodriguez in San Antonio geboren. Sein Vater Jaime „Jim“ Rodriguez ist mexikanischer Abstammung, seine Mutter Deborah Collins hat britische und irische Vorfahren. Zu Beginn seiner Schauspielkarriere änderte er seinen Mittelnamen zu Roday, um James Roday fortan als Künstlernamen zu nutzen, weil Produzenten ihm dies nahelegten. Seit 2020 nennt er sich James Roday Rodriguez.

## Karriere
Sein Interesse an der Schauspielerei entwickelte sich in der Schulzeit, wo er erste Erfahrungen auf der Bühne sammelte, bevor er ein Schauspielstudium am New York University Experimental Theatre Wing antrat. Während seiner Zeit in New York City wirkte er in verschiedenen Theaterproduktionen mit. Er war unter anderem in den Stücken Drei Schwestern von Anton Tschechow, Was ihr wollt von William Shakespeare, Die Kleinbürgerhochzeit von Bertolt Brecht, Severity’s Mistress von Gordon Dahlquist und Sexual Perversity in Chicago von David Mamet zu sehen.
Mit seinem Studienfreund Brad Raider gründete er 2002 die Theatergruppe Red Dog Squadron, nachdem sie drei Jahre zuvor schon Shakespeares Heinrich V. zum 400. Jubiläum des Stücks in New York produziert hatten. Seitdem bringen sie in unregelmäßigen Abständen neue Stücke in Los Angeles und New York auf die Bühne. Rodriguez ist dabei neben der Produktion auch als Schauspieler (Extinction, 2009/10), Autor (Sustenance, 2004) und Regisseur (Sustenance und Greedy, 2011) involviert. Zuletzt stand er im Dezember 2016 in dem Stück White Rabbit Red Rabbit des iranischen Autors Nassim Soleimanpour in New York auf der Bühne.

### Film und Fernsehen
Zu Beginn seiner Karriere war Rodriguez sowohl in kurzlebigen Fernsehserien als auch Filmprojekten zu sehen, unter anderem Kate Fox & die Liebe und Ein Duke kommt selten allein. Bekannt wurde er durch seine Rolle als Shawn Spencer in der Fernsehserie Psych und ihrer Filmableger.
Nach Psych spielte Rodriguez in diversen Indiefilmen Haupt- und Nebenrollen, wie New York Christmas mit Patrick Stewart, Pushing Dead mit Danny Glover und zuletzt Buddy Games. 2018 kehrte er vollzeit als Gary Mendez ins Fernsehen zurück, eine der Hauptfiguren der ABC-Serie A Million Little Things.
2002 begann er, neben der Schauspielerei auch Drehbücher zu verfassen und seit 2009 steht er als Regisseur auch regelmäßig hinter der Kamera.
2013 führte Rodriguez bei seinem ersten eigenen Filmprojekt, der Horrorkomödie Gravy, Regie, die er gemeinsam mit Todd Harthan bereits 2006 verfasste. Es folgten Vorführungen auf diversen Filmfestivals, bevor der Film 2015 auf DVD und VOD veröffentlicht wurde.
Ebenfalls mit Harthan schrieb er seinen zweiten Film, Treehouse, der als Folge der Horror-Anthologie Into The Dark von Blumhouse produziert wurde.

## Filmografie

### Schauspieler
- 1999: Coming Soon
- 1999: Ryan Caulfield: Year One (Fernsehserie)
- 2000: Believe (Kurzfilm)
- 2000: Sechs unter einem Dach (Get Real)
- 2001: First Years (Fernsehserie)
- 2002: Rolling Kansas
- 2002: Showtime
- 2002: Providence (Fernsehserie)
- 2002: Repli-Kate
- 2003–2005: Kate Fox & die Liebe (Miss Match, Fernsehserie)
- 2005: Ein Duke kommt selten allein (The Dukes of Hazzard)
- 2005: Don’t Come Knocking
- 2006: Bierfest
- 2006–2014: Psych (Fernsehserie)
- 2008: Fear Itself (Fernsehserie)
- 2009: Gamer
- 2011: Love Bites (Fernsehserie)
- 2013: Mr. Payback (Kurzfilm)
- 2015: Gravy
- 2015: Good Session (Fernsehserie, Pilotfolge)
- 2015: Baby Baby Baby
- 2015: New York Christmas – Weihnachtswunder gibt es doch! (Christmas Eve)
- 2015: The Nerd Herd (Fernsehserie, Pilotfolge)
- 2016: Pushing Dead
- 2017: Psych: The Movie (Fernsehfilm)
- 2018: Fortune Rookie (Webserie)
- 2018–2023: A Million Little Things (Fernsehserie)
- 2019: The Buddy Games
- 2020: Psych 2: Lassie Come Home (Fernsehfilm)
- 2021: Psych 3: This Is Gus (Fernsehfilm)

### Regisseur
- 2009–2014: Psych (Fernsehserie)
- 2014: Shoot The Moon (Fernsehserie, Pilotfolge)
- 2015: Gravy
- 2015: Battle Creek (Fernsehserie)
- 2015: Quest For Truth (Fernsehserie, Pilotfolge)
- 2015–2017: Rosewood (Fernsehserie)
- 2016: Rush Hour (Fernsehserie)
- 2017: Blood Drive (Fernsehserie)
- 2017: Atlanta Medical (The Resident, Fernsehserie)
- 2019: Into the Dark (Fernsehserie, Folge 1x06)

### Drehbuchautor
- 2006: Skinwalkers
- 2006–2014: Psych (Fernsehserie)
- 2014: Shoot The Moon (Fernsehserie, Pilotfolge)
- 2015: Gravy
- 2015: Quest For Truth (Fernsehserie, Pilotfolge)
- 2017: Psych: The Movie (Fernsehfilm)
- 2019: Into the Dark (Fernsehserie, Folge 1x06)
- 2020: Psych 2: Lassie Come Home (Fernsehfilm)
- 2021: Psych 3: This Is Gus (Fernsehfilm)

## Auszeichnungen
2006 wurde er als bester Seriendarsteller für einen Saturn Award nominiert. 2008 war er in der Kategorie Herausragender Darsteller in einer Drama-Fernsehserie und 2009 in Herausragender Darsteller in einer Comedy-Fernsehserie für einen ALMA Award nominiert.